# Lista wykonawców zbrodni katyńskiej
Lista wykonawców zbrodni katyńskiej – osoby będące egzekutorami w ramach zbrodni katyńskiej.
Niektórzy funkcjonariusze NKWD ZSRR uczestniczący w zbrodni (oprócz szefa NKWD Ławrientija Berii):
- komisarz bezpieczeństwa państwowego (b.p.) 3. rangi Wsiewołod Nikołajewicz Mierkułow, naczelnik Głównego Zarządu Bezpieczeństwa Państwowego NKWD
- komisarz b.p. 3. rangi Bogdan Zacharewicz Kobułow, szef Głównego Zarządu Gospodarczego NKWD
- komisarz b.p. 3. rangi Sołomon Rafajłowicz Milsztajn, naczelnik Głównego Zarządu Transportowego NKWD
- komisarz b.p. 3. rangi Ławrientij Fomicz Canawa, szef NKWD na Białorusi
- komkor Iwan Iwanowicz Maslennikow, zastępca Ludowego Komisarza Spraw Wewnętrznych ds. wojsk NKWD
- komdiw Wasilij Wasiljewicz Czernyszow, naczelnik Głównego Zarządu Poprawczych Obozów i Kolonii Pracy NKWD (Gułag) oraz zastępca szefa NKWD
- kombryg Michaił Spiridonowicz Kriwienko, naczelnik sztabu Wojsk Konwojowych NKWD
- płk Aleksiej Rybakow, szef Oddziału Operacyjnego Głównego Zarządu Wojsk Konwojowych NKWD
- st. major b.p. Paweł Michajłowicz Fitin, naczelnik 5 Wydziału (INO – wywiad) Głównego Zarządu Bezpieczeństwa Państwowego NKWD
- st. major b.p. Trofim Nikołajewicz Kornijenko, naczelnik 1 Oddziału 3 Wydziału Głównego Zarządu Bezpieczeństwa Państwowego NKWD
- st. major b.p. Nikołaj Iwanowicz Siniegubow, naczelnik pionu śledczego i zastępca naczelnika Głównego Zarządu Transportowego NKWD
- major b.p. Leonid Fokiejewicz Basztakow, naczelnik 1 Wydziału Specjalnego (ewidencyjno-statystycznego) NKWD
- major b.p. Pawieł Gieorgiewicz Biegma, naczelnik Wydziału Specjalnego (Osobyj Otdieł OO) Białoruskiego Okręgu Wojskowego
- major b.p. Aleksandr Michaiłowicz Bieljanow, zastępca naczelnika Wydziału Specjalnego (OO) przy Głównym Zarządzie Bezpieczeństwa Państwowego NKWD
- major b.p. Wasilij Michajłowicz Błochin, naczelnik Wydziału Komendanckiego w Zarządzie Administracyjno-Gospodarczym NKWD
- major b.p. Dmitrij Stiepanowicz Tokariew, naczelnik Obwodowego Zarządu NKWD w Kalininie
- major b.p. Konstantin Siergiejewicz Zilberman, zastępca naczelnika Głównego Zarządu Więziennictwa (GTU) NKWD
- major b.p. Aleksiej Okuniew, zastępca szefa 1. wydziału I Oddziału Głównego Urzędu Bezpieczeństwa Państwowego NKWD ZSRR
- major b.p. Piotr Siergiejewicz Safonow, naczelnik Obwodowego Zarządu NKWD w Charkowie
- major b.p. Filip Doronin, komendant więzienia wewnętrznego UGB Zarządu NKWD obwodu charkowskiego
- kapitan b.p. Anatolij Michaiłowicz Kalinin, pomocnik naczelnika 1 Wydziału Specjalnego NKWD
- kapitan b.p. Jemielian Iwanowicz Kuprijanow, naczelnik Obwodowego Zarządu NKWD w Smoleńsku
- kapitan b.p. Arkadij Jakowlewicz Giercowski, zastępca naczelnika 1 Wydziału Specjalnego NKWD
- kapitan b.p. Wasilij Pawłowicz Pawłow, zastępca naczelnika Obwodowego Zarządu NKWD w Kalininie
- kapitan b.p. Władimir Timofiejewicz Smorodinski
- kapitan b.p. Władimir Zubcow, zastępca szefa Zarządu NKWD obwodu smoleńskiego
- kapitan b.p. Piotr Jakowlew, zastępca szefa Oddziału Samochodowo-Technicznego NKWD ZSRR
- kapitan b.p. Iwan Tikunow, pracownik Zarządu NKWD obwodu kalinińskiego
- kapitan b.p. Paweł Pawłowicz Tichonow, zastępca naczelnika Obwodowego Zarządu NKWD w Charkowie
- st. lejtnant b.p. Michaił Kozochotski, szef I Oddziału Specjalnego Zarządu NKWD obwodu kalinińskiego
- st. lejtnant b.p. Timofiej Kuprij, komendant oddziału administracyjno-gospodarczego Zarządu NKWD obwodu charkowskiego
- st. lejtnant b.p. Trofim Pawłowicz Jakuszew, pracownik Zarządu NKWD obwodu kalinińskiego
- st. lejtnant b.p. Iwan Iljicz Antonow, pracownik Oddziału Łączności Zarządu Administracyjno-Gospodarczego NKWD
- st. lejtnant Iwan Szygalow, komendant Zarządu NKWD obwodu moskiewskiego
- st. lejtnant b.p. Małach Żurawlow, daktyloskopista-bibliotekarz Zarządu NKWD obwodu smoleńskiego
- st. lejtnant b.p. Grigorij Makarienkow, kierowca w Zarządzie NKWD obwodu smoleńskiego
- st. lejtnant b.p. Josif Gribow, komendant wydziału komendanckiego Oddziału Administracyjno-Gospodarczego Zarządu NKWD obwodu smoleńskiego
- st. lejtnant b.p. Prochor Prudnikow, komendant bloku więzienia Zarządu NKWD obwodu smoleńskiego
- lejtnant b.p. Gierman Markowicz Granowski, naczelnik 2 Wydziału Głównego Zarządu Poprawczych Obozów i Kolonii Pracy NKWD
- lejtnant b.p. Iwan Biełow, szef oddziału rejonowego NKWD w osiedlu Bieżanicy w obwodzie kalinińskim
- lejtnant b.p. Timofiej Burda, naczelnik korpusu więzienia wewnętrznego NKWD w Charkowie
- lejtnant b.p. Makow, naczelnik 4 Oddziału 1 Wydziału Specjalnego NKWD (Kolegium Specjalne NKWD)
- lejtnant b.p. Sacharowa, st. oficer operacyjny 1 Wydziału Specjalnego NKWD
- lejtnant Nikita Mielnik, pracownik Zarządu NKWD obwodu charkowskiego
- lejtnant Michaił Lebiediew, nadzorca 1. kategorii więzienia nr 5 Zarządu NKWD obwodu kalinińskiego
- mł. lejtnant b.p. Jacewicz, naczelnik 2 Oddziału 2 Wydziału Głównego Zarządu Poprawczych Obozów i Kolonii Pracy NKWD
- mł. lejtnant b.p. Iwan Barinow, starszy oficer operacyjny I Oddziału Specjalnego NKWD ZSRR
- mł. lejtnant b.p. Michaił Goriaczew, szef Oddziału Samochodowo-Technicznego Zarządu Administracyjno-Gospodarczego Zarządu NKWD obwodu kalinińskiego
- mł. lejtnant b.p. Piotr Michajłowicz Karcew, pracownik Zarządu NKWD obwodu smoleńskiego
- mł. lejtnant b.p. Nikołaj Kisielow, pracownik I Oddziału Specjalnego NKWD ZSRR
- mł. lejtnant b.p. Aleksiej Oficerow, pracownik I Oddziału Specjalnego NKWD ZSRR
- mł. lejtnant b.p. Iwan Czużajkin, starszy nadzorca więzienia Zarządu NKWD obwodu smoleńskiego
- mł. lejtnant b.p. Mitrofan Dawydow, nadzorca więzienia nr 1 Zarządu NKWD obwodu smoleńskiego
- mł. lejtnant b.p. Iwan Frolenkow, dyżurny pomocnik komendanta Zarządu NKWD obwodu smoleńskiego
- mł. lejtnant b.p. Michaił Grigoriew
- płk Michaił Jenukowicz Rostomaszwili, naczelnik Wydziału Specjalnego (OO) Charkowskiego Okręgu Wojskowego
- Rieszetnikow, zastępca szefa NKWD na Białorusi
- st. sierżant b.p. Nikołaj Kostiuczenko, kierowca Zarządu NKWD obwodu zachodniego-smoleńskiego
- st. sierżant b.p. Aleksandr Aleksandrow, kierowca Zarządu NKWD obwodu kalinińskiego
- st. sierżant b.p. Anton Mielnik, pracownik Zarządu NKWD obwodu charkowskiego
- st. sierżant b.p. Nikołaj Gołowinkin, nadzorca więzienia UGB NKWD obwodu kalinińskiego
- st. sierżant b.p. Afansij Moisiejenkow, nadzorca więzienia śledczego Zarządu NKWD obwodu smoleńskiego
- st. sierżant b.p. Tichon Szczepka, nadzorca więzienia śledczego Zarządu Bezpieczeństwa Państwowego Zarządu NKWD obwodu charkowskiego
- Aleksandr Siergiejewicz Kowalow, nadzorca więzienia śledczego Zarządu NKWD obwodu zachodniego
- Siemion Łazarienko, nadzorca 1. kategorii więzienia Urzędu Bezpieczeństwa Państwowego Zarządu NKWD obwodu smoleńskiego
- Łazar Tiwanienko, dyżurny komendant Komendantury Zarządu NKWD obwodu smoleńskiego
- Gieorgij Tarasow, starszy w bloku więzienia ogólnego nr 1 Zarządu NKWD obwodu smoleńskiego

Funkcjonariusze Zarządu ds. Jeńców Wojennych NKWD:
- naczelnik zarządu Piotr Karpowicz Soprunienko
- komisarz zarządu Siemion Mojsiejewicz Niechoroszew
- zastępcy naczelnika zarządu: Iwan Iwanowicz Chochłow, Josif Michajłowicz Połuchin, Mark Aronowicz Słucki, Nikołaj Aleksiejewicz Worobiow
- inni funkcjonariusze Zarządu ds. Jeńców Wojennych NKWD: Iwan Michajłowicz Baszłykow, Maks Jefimowicz Goberman, Dmitrij Iwanowicz Lisowski, Nikołaj Timofiejewicz Pronin, Nikołaj Iwanowicz Romanow, Minningalim Jakubowicz Sejfułlin, Iłłarion Iwanowicz Sienkiewicz, Fiodor Władimirowicz Surżykow.

26 października 1940 roku 125 funkcjonariuszy NKWD uczestniczących w przygotowaniu zbrodni i jej wykonaniu zostało nagrodzonych przez Ławrientija Berię tajnym rozkazem nr 001365 NKWD ZSRR za pomyślne wykonanie zadań specjalnych. Według Witolda Kuleszy liczbę sprawców współdziałających w różnych formach w dokonaniu zbrodni można prawdopodobnie określić jako zbliżoną do 2 tys. osób.
Na terenie obozu kozielskiego przebywał gen. Wasilij Zarubin, działający tam jako pełnomocnik operacyjny w celu rozpracowania więzionych tam polskich jeńców wojennych, który w opinii przetrzymywanych sprawiał pozytywne wrażenie (w uznaniu polscy oficerowie salutowali mu).